# Édouard Duseigneur (rugby à XIII)
Cet article concerne le joueur de rugby. Pour le général, voir Édouard Duseigneur.
Pour les articles homonymes, voir Duseigneur.
Pas d'image ? Cliquez ici

a Compétitions nationales et continentales officielles uniquement.

b Matchs officiels uniquement.
Édouard Duseigneur , né le 15 avril 1939 à Saint-Romain-en-Gal, est un joueur de rugby à XIII international français évoluant au poste de pilier dans les années 1960.
Il dispute le Championnat de France dans un premier temps sous les couleurs du Bataillon de Joinville (équipe de l'Armée), puis rejoint le RC Roanne qui est alors une place dominante du XIII français remportant la Coupe de France en 1962. Il rejoint par la suite le XIII Catalan.
Fort de ses performances en club, il côtoie l'équipe de France et compte six sélections, toutes obtenues lors de l'année 1964 affrontant l'Australie, la Nouvelle-Zélande et la Grande-Bretagne.

## Biographie

### Palmarès
- Collectif
  - Vainqueur de la Coupe de France : 1962 (Roanne).

### Détails en sélection
| 1. | 13 juin 1964    | Australie        | 6-20  | Test-match | Remplaçant | - | - | - | - |
| 2. | 18 juillet 1964 | Australie        | 9-35  | Test-match | Pilier     | - | - | - | - |
| 3. | 25 juillet 1964 | Nouvelle-Zélande | 16-24 | Test-match | Remplaçant | - | - | - | - |
| 4. | 1er août 1964   | Nouvelle-Zélande | 8-18  | Test-match | Remplaçant | - | - | - | - |
| 5. | 15 août 1964    | Nouvelle-Zélande | 2-10  | Test-match | Pilier     | - | - | - | - |
| 6. | 6 décembre 1964 | Grande-Bretagne  | 18-8  | Test-match | Remplaçant | - | - | - | - |